# Mercado dos Pinhões
O Mercado dos Pinhões (ou Mercado Cultural dos Pinhões) é uma construção em ferro fundido na cidade de Fortaleza, originalmente usada como mercado público, que hoje abriga apresentações musicais, cursos, feira gastronômica e outras atividades culturais.  Marco histórico e cultural municipal, tombado pela Prefeitura em 2008, o mercado situa-se na Praça Visconde de Pelotas, no bairro da Aldeota, entre as ruas Gonçalves Ledo e Nogueira Acioli. Foi construído na França, em 1896, transferido para Fortaleza e inaugurado em 18 de abril de 1897.

## História
O Mercado dos Pinhões integrava, originalmente, um complexo em estrutura metálica mais amplo – conhecido como Mercado de Ferro –, instalado na Praça Carolina (atual Praça Waldemar Falcão), no centro de Fortaleza, que foi desmembrado em 1938, tendo a parte do Mercado dos Pinhões sido transferida para a Aldeota e, a segunda parte (que herdou o nome de Mercado de Ferro), transferida para a Aerolândia, em 1968.  
A construção do mercado insere-se no contexto das grandes reformas urbanas ocorridas no final do século XIX e início do século XX, que buscavam trazer maior modernidade, salubridade e progresso às cidades brasileiras. A Prefeitura de Fortaleza, então chefiada por Guilherme César da Rocha, e o governo do Estado, sob comando de Antônio Pinto Nogueira Accioly, encomendaram a obra das oficinas de Guillot Pelletier, na França, que a executaram segundo preceitos arquitetônicos higienistas em voga à época, tendo por expoente o Mercado de Les Halles, em París, construído em 1868, no contexto das amplas reformas urbanas ocorridas naquela cidade. Em Fortaleza, os mesmos princípios de salubridade e modernidade nortearam a construção de outras obras como o Passeio Público e a Santa Casa de Misericórdia. 

## Tombamento e centro cultural
Em 1998, na gestão do prefeito Juraci Magalhães, o Mercado dos Pinhões foi reformado e remodelado para exercer a função de espaço de cultura e lazer. Em 2008, foi tombado pela Prefeitura em razão de sua importância cultural e por ser o primeiro mercado público da cidade a adotar estrutura metálica, assegurando ao projeto singular leveza e beleza. 